# (15904) Halstead
(15904) Halstead est un astéroïde de la ceinture principale.

## Description
(15904) Halstead est un astéroïde de la ceinture principale. Il fut découvert le 29 septembre 1997 à l'observatoire Zeno à Edmond (Oklahoma) par Tom Stafford. Il présente une orbite caractérisée par un demi-grand axe de 2,16 UA, une excentricité de 0,03 et une inclinaison de 3,0° par rapport à l'écliptique.

## Compléments